# Première circonscription de Lemo
La première circonscription de Lemo est une des 121 circonscriptions législatives de l'État fédéré des nations, nationalités et peuples du Sud, elle se situe dans la Zone Hadiya. Sa représentante actuelle est Abeba Meche Watumo.